# Flave
Flave est un synonyme rare de jaune, souvent appliqué aux cheveux, pour lesquels il désigne un blond doré lumineux (Trésor de la langue française). C'est un terme de couleur emprunté au latin flavus (jaune).
Il semble s'agir à l'origine d'un terme de jargon médical. On le trouve en 1699 dans un livre de vulgarisation dans lequel l'auteur préfère l'expliquer ; la « bile jaune, ou flave […] diffère de la bile atre, ou mélancolie […] qui est noire ».
On n'en trouve ensuite pas trace jusqu'en 1835 :

« Ah! tombez dans nos bras, belles vierges des Gaules,

Les baisers sont plus doux sur vos blanches épaules,

Et l'on s'abrite bien sous vos flaves cheveux. »

— Inspirations poétiques et religieuses, 1835.
Ensuite, on le rencontre en médecine, en botanique, en littérature où il rencontre une certaine faveur auprès de quelques auteurs, chez qui il remplace jaune ou blond.

« Sèche, austère, dans le goût de Le Nain, cette toile n'avait pas la place qu'elle eût méritée ; la collection s'était surtout attachée aux grâces flaves du pinceau, à sa virtuosité. »

— Jean de La Varende à propos du tableau Le Nouveau-Né de Georges de La Tour
Il n'est pas plus courant aujourd'hui, et reste absent de la plupart des dictionnaires. Flavescent, « qui tire sur le jaune » apparaît aussi rarement.
Dans la littérature, « Flave » (capitale initiale) peut être une francisation du nom romain Flavius.